# Gracilin
Gracilin oder Barrelierin ist ein Sesquiterpenlacton, das aus verschiedenen Arten der Gattung Artemisia extrahiert wurde, unter anderem aus Artemisia gracilescens und Artemisia taurica. Es gehört zu einer Gruppe von Sesquiterpenlactonen, die auch als Eudesmanolide bezeichnet werden. Aus oberirdischen Pflanzenteilen von Artemisia barrelieri isoliertes Gracilin zeigte in einem Versuch eine entzündungshemmende Wirkung und verminderte durch Carrageen hervorgerufene Ödeme in den Pfoten von Ratten.

## Spezifischer Drehwinkel
- [α]D,19 = −120° (c = 5,0, Ethanol)[2]
- [α]D,20 = −108,6° (c = 0,019, Ethanol)[3]